# Patiënt-controleonderzoek
Patiënt-controleonderzoek (case-control-onderzoek) is een observationele epidemiologische onderzoeksvorm. Het wordt gebruikt om omstandigheden te herkennen die kunnen bijdragen aan het ontstaan van een duidelijk beschreven medische aandoening. Dit gebeurt door een groep patiënten die de aandoening heeft, te vergelijken met een groep patiënten die deze niet heeft. 
Patiënt-controleonderzoek staat tegenover het prospectieve gerandomiseerd onderzoek met controlegroep, is niet kostbaar en wordt vaak gebruikt door kleine onderzoeksgroepen of individuele onderzoekers, terwijl dat bij anders gestructureerde onderzoeksvormen niet altijd mogelijk is. Deze onderzoeken hebben tot een aantal belangrijke ontdekkingen geleid. Maar het succes van het patiënt-controleonderzoek heeft ook tot overspannen vertrouwen geleid waardoor ook aan de geloofwaardigheid wordt getwijfeld. Dit is het gevolg van misvattingen over de aard van de onderzoeksvorm. Met name geldt dit voor toepassingen in de geneeskunde. 
Een grote verdienste van het patiënt-controleonderzoek was het aantonen van het verband tussen roken en longkanker door Richard Doll en later door anderen. Doll was in staat een statistisch significant verband aan te tonen door gebruik te maken van een patiënt-controleonderzoek. Vertegenwoordigers uit de tabaksindustrie beweerden lange tijd terecht dat dit type onderzoek nooit het oorzakelijke verband kon aanwijzen. Maar dubbelblind prospectieve onderzoeken bevestigden later dit oorzakelijke verband en tegenwoordig wordt breed geaccepteerd dat roken de oorzaak is van bijna 90% van alle doden door longkanker.